# Kottaram
Kottaram là một thị xã panchayat của quận Kanniyakumari thuộc bang Tamil Nadu, Ấn Độ.

## Nhân khẩu
Theo điều tra dân số năm 2001 của Ấn Độ, Kottaram có dân số 9450 người. Phái nam chiếm 49% tổng số dân và phái nữ chiếm 51%. Kottaram có tỷ lệ 84% biết đọc biết viết, cao hơn tỷ lệ trung bình toàn quốc là 59,5%: tỷ lệ cho phái nam là 87%, và tỷ lệ cho phái nữ là 82%. Tại Kottaram, 9% dân số nhỏ hơn 6 tuổi.